# Dietrich von Zengg

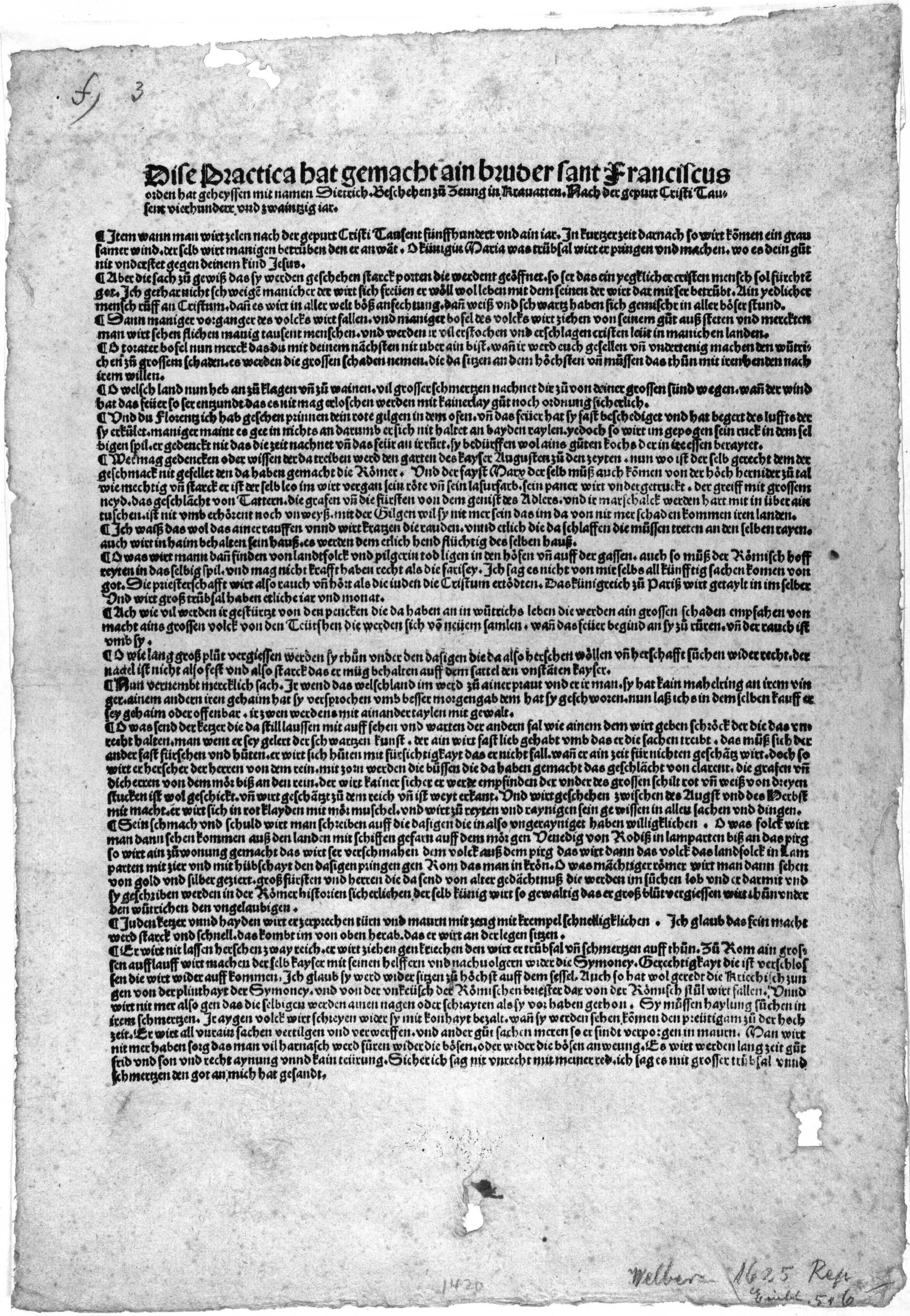
Augsburger Einblattdruck

Bruder Dietrich von Zengg soll ein Franziskanerbruder gewesen sein, der 1420 eine Prophezeiung im kroatischen Zengg (Senj) verfasst haben soll. Er ist auch als Theodericus/Theodoricus Croata bekannt.
Lebenszeugnisse unabhängig von den Handschriften und Drucken der joachimitisch beeinflussten Vorhersagung sind nicht bekannt. Es ist nicht unwahrscheinlich, dass es sich um ein Pseudonym handelt. Der Text ist in mehreren Handschriften überliefert und wurde, beginnend mit einem nicht vor 1503 entstandenen Augsburger Einblattdruck, bis ins 17. Jahrhundert immer wieder gedruckt.